# Freddy Mockel
Pour les articles homonymes, voir Mockel.
Freddy Mockel, né le 13 avril 1970 à Malmedy est un homme politique belge germanophone, membre d'Ecolo.
Il est licencié en sciences politiques et administratives (ULB, 1994);  Assistant (ZAWM, Eupen, 1994-96); collaborateur à la région wallonne (1996-97); travaille au SPF finances (depuis 1997, chef de service depuis 2007); conseiller du ministre Hans Niessen (1999-2004).

## Fonctions politiques
- 1994-1999 : conseiller provincial de la province de Liège ;
- 2000-2007 : conseiller communal de Eupen ;
- 2012-2014 : conseiller provincial de la province de Liège
  - Membre du parlement germanophone avec voix délibérative
- 2014-     : membre du parlement germanophone.